# 德克兰·布鲁克斯
德克兰·布鲁克斯（英語：Declan Brooks，1996年7月10日—），英国男子自行车运动员，主攻小轮车。他曾代表英国参加2020年夏季奥林匹克运动会自行车比赛，获得男子自由式小轮车铜牌。